# BaBe
BaBe（ベイブ）は、1980年代後半に活動した日本の女性デュオ、タレントである。
表記は "BaBe" が正しく、"Babe"、"BABE" は誤り。片仮名表記は、2ndシングルまでは「ベイヴ」と表記されていた。
1987年に、当時流行だったマイケル・フォーチュナティのカバー曲「Give Me Up」でデビュー。ジャズダンス教室で結成されたユニットが元になっているため、当時としては他に類を見ない激しいダンスを踊りながら歌う「歌って踊る」スタイルで人気を得た。そのため、ダンスパフォーマンスを売りにする女性アイドルグループの元祖となった。二階堂ゆかりの結婚により1990年3月31日に解散。
活動当時の所属事務所はエスワン・カンパニー。別名義：Vis-à-Vis（ヴィザヴィ）。前身ユニット：ブレイカーズ → ハートブレイカーズ。

## メンバー
- 近藤智子（こんどう ともこ、1966年2月17日（59歳） - ）
東京都狛江市生まれ。調布市、および神奈川県川崎市高津区育ち[2]。愛称：智ちゃん、こんちゃん[3][注 2]。身長：160.2 cm、B：81 cm、W：59 cm、H：85 cm（1987年当時）[2]。血液型：O型[3]。
川崎市立西高津中学校、橘女子高等学校卒業。
部活は中学3年からバスケットボール部。高校入学後はテニス部に入ったが3日で退部し、その後は帰宅部[4]。
珠算検定5級の資格を持つ[5]。
2歳年下の弟がいる[2]。
2025年現在、介護士をしている[6]。
- 二階堂ゆかり（にかいどう ゆかり、1965年8月29日（59歳） - ）
東京都武蔵野市出身[2]。愛称：ゆかりちゃん、ゆかちゃん、にかちゃん[3][注 2]。身長：164 cm、B：86 cm、W：60 cm、H：87 cm（1987年当時）[2]。血液型：A型[3]。
女子中高の一貫校出身。部活は中学生時代はソフトボール部[5]。高校生時代は器械体操部で、部長も務めた[4]。
書道2段の資格を持つ。
母親は幼稚園で保育士をしていた。
子供は男・女・男の順で3人。長女は満月あいり（みつき あいり。1992年2月25日生まれ。歌手、女優。ガールズバンド「新・チロリン」の元メンバー）。
2025年現在、働きながら主婦をしている[6]。

## 略歴
近藤と二階堂の2人は、それぞれ別のアマチュアバンドでボーカルとして活動していた。「アルバイトをしながら好きなことを探そうと思っていた」近藤と、「短大に行って保母さんになろうと思っていた」二階堂は、高校卒業後から通い出したジャズダンス教室「一の宮はじめ ジャズダンスアカデミー」で出会う。（教室に入ったのは二階堂の方が先だった。なお、1985年11月中旬に教室が移転。移転後の所在地は東京都渋谷区宇田川町25-4 ダッキープラザビル6F）
1984年、ダンス教室内で近藤と二階堂の2名に対し、「ブレイカーズ」のユニット名が与えられる。そして同年11月17日公開の映画『ザ・オーディション』に、「ブレイカーズ」名義で出演。
1985年10月、同ジャズダンス教室が主催した『ダンシングミュージカル フィナーレには花束を』に近藤と二階堂が出演。そして、ミュージカルで共演したセイントフォーの所属事務所「日芸プロジェクト」（当時の所在地：文京区音羽1-24-10）にスカウトされ、近藤、二階堂、そして映画『ザ・オーディション』に出演していた年下の佐伯万里子を加えた3名で、ダンスボーカルユニット「ハートブレイカーズ」を結成。センターポジションは近藤。デモテープを作成したり、各地のイベントや学園祭でライブ活動を行ったり、ラジオ番組出演、雑誌掲載などの仕事を行う。
1986年、斉藤さおり（後の麻倉あきら）がデビューする際にライブに帯同し、「斉藤さおり&ハートブレイカーズ」名義で活動。
その後、近藤、二階堂の2名で「エスワン・カンパニー」に移籍し、新ユニット「BaBe」として1987年2月21日にレコードデビュー。デビュー時のキャッチフレーズは「DANCIN' ANGELS」。 マネージメントは古米浩平（ふるまい こうへい）や藤原正剛（ふじわら せいごう）が務めた。公式ファンクラブ名は「BaBe & THE GANG」で、約2,000名の会員がいた。この他、ファンによる私設のサークル「BaBe LaBo」も1989年春に作られ、BaBeのライブ後には会員による情報交換、抽選会、記念撮影などの集会が開かれたり、1990年4月まで会報も毎月発行されていた（発行された会報は計10冊で、100名以上の会員がいた）。
デビュー時はいわゆるアイドルとして活動し数々の歌番組・バラエティ番組へのテレビ出演は無論のこと、その年の新人賞レースにも参戦していた。しかし、翌年からアーティスト指向に方向転換し、活動のフィールドをラジオ番組やライブハウス出演などに比重を移す。後半のアルバム『Brand-new』（1989年）や『CONTRAST』（1990年）では作詞にも挑戦している。
1987年、2ndシングル「I Don't Know!」にて数々の新人賞を受賞（詳細は受賞歴の節を参照）。
1990年1月中旬より二階堂が風邪をこじらせ、それが肺炎となり、同年2月4日より一週間ほど都内の病院に入院。本来であれば、同年3月11日（東京・恵比寿ファクトリーI）、3月28日（大阪）、3月29日（福岡）、4月15日（名古屋）と、春のライブツアーが開催される予定だったが、同年2月にリハーサルの遅れを理由に延期を発表。既に販売されたチケットの代金も払い戻された。
1990年2月17日、近藤の誕生日でもある日に、二階堂が入籍。相手は、二階堂が高校時代から7年に渡って交際してきた1歳年上の男性。
1990年2月18日付の『スポーツニッポン』の芸能欄にて、二階堂が妊娠4ヶ月で入籍したことにより、同年3月一杯でBaBeが解散することが報じられた。翌19日付の『東京中日スポーツ』や、同2月発売の雑誌『週刊明星』（1990年3月8日号）でも追報。2人は当初「BaBeはどちらかが結婚する時が解散する時」としていたという。
1990年3月、二階堂が挙式。この模様は、『スポーツニッポン』（3月25日付）、『週刊明星』（4月12日号）、『女性セブン』にて報じられた。
BaBe解散後、1990年8月に二階堂が第一子を出産。その後も子供をもうけ、計3人の子供を育てた。一方、近藤はしばらくソロで活動。斉藤満喜子のプロデュースやラジオ出演、関西ローカルのテレビ出演などをしていたが、やがて近藤も結婚を機に芸能活動を引退した。

## エピソード
- 事務所の方針で、近藤と二階堂共に、デビューした時の年齢のプロフィールを2歳若く詐称していた[12][13]。そのため、成人式など年齢にかかわる取材は断っていたという[6]。また、給料は固定制で月7万円しか貰えなかったこともあり、2人ともアルバイトをしながら活動していた[12][13]。
- 二階堂はデビュー前、モスバーガー[4] や、すかいらーく武蔵野西久保店でアルバイトをしていた[14]。武蔵野西久保店は、（株）すかいらーくの本部横に所在していたこともあり、人事部の目に留まり店舗ビデオマニュアル「welcomeすかいらーく」に出演している。二階堂が起用されたビデオマニュアルは1992年頃まで全国の店舗で使用された。しかし、I Don't Know!のプロモーションビデオはデニーズで撮影されている。一方、近藤は高校時代から玉川高島屋[14]、元禄寿司、東急ストア、レストランなど様々な所でアルバイトをしていた[4]。
- 著名なダンサー兼振付師として知られる五十嵐薫子（のちの香瑠鼓）が、石井明美に次いで振付をしたのがBaBeである[15]。BaBeに本格的なダンスを教えるために、ジャズダンスのレッスンを受けさせた後に[16]、「Give Me Up」の振付を教えた[15]。しかし、そもそも二階堂と近藤はデビュー前にジャズダンススクールで出会っていて、ミュージカルにも出演した程度の基礎はあった（近藤は痩せたくて、ジャズダンススクールに通っていたと語っている）[要出典]。香瑠鼓はその後、Wink（鈴木早智子・相田翔子）の振付も担当している[17]。
- その風貌から、近藤は「富田靖子のNG」、二階堂は「クロマティに似ている」と言われたことがあった[18]。
- BaBeが解散する直前の1990年3月5日、ニッポン放送のラジオ番組『デーモン小暮のオールナイトニッポン』の、リスナーが意見を投稿するコーナー「悪魔で生ラジオ」にて、解散後の近藤を憂う「どうするどうなる BaBeの近藤」のテーマが取り扱われた。そして翌週の3月12日には近藤が緊急ゲスト出演し、今後の身の振り方を相談した。 なお、同ラジオ番組では、芸能人・著名人の変な言動を集めて競わせ、番付を付けていくコーナー「夜霧の横綱審議会」でも、1988年に近藤の発言が度々取り上げられ、その結果、近藤は「関脇」に認定された[19]。
- 2017年7月11日、二階堂が、歌手デビューした長女の満月あいりと共に『ノンストップ!』（フジテレビ）に出演し、27年ぶりにテレビに登場した[12][13][20]。二階堂は、前記の年齢詐称や低月給を補うためのアルバイトの件などを述べ、また、番組中に近藤へ電話をして、解散後も交流があることを語った[12][13]。
- 2025年5月27日に放送された『特報！歌の大辞テン2025』（日本テレビ）の昭和6月の18位に「I Don't Know!」がランクイン、二階堂と近藤の2人がVTR出演し、解散後初のテレビ共演となった[6]。前記の年齢詐称のほか、二階堂は働きながら主婦、近藤は介護士と、現在の職業を明かした[6]。

## ディスコグラフィ

### シングル
|                      | 発売日               | タイトル                          | 形態                 | 規格品番             | 収録曲 | オリコン最高位       |
| キャニオン・レコード | キャニオン・レコード | キャニオン・レコード              | キャニオン・レコード | キャニオン・レコード | キャニオン・レコード | キャニオン・レコード |
| -------------------- | -------------------- | --------------------------------- | -------------------- | -------------------- | --- | -------------------- |
| 1st                  | 1987年2月21日        | Give Me Up                        | EP                   | 7A0687               | 1. Give Me Up 作詞・作曲：Mario Nigro、Pierre Nigro, M.De San Antonio / 日本語詞：森雪之丞 / 編曲：大村雅朗 2. They Don't Know 〜哀しみは朝の雫のように〜 作詞・作曲：Kirsty MacColl / 日本語詞：森雪之丞 / 編曲：大村雅朗 | 8位                  |
| 2nd                  | 1987年5月2日         | I Don't Know!                     | EP                   | 7A0722               | 1. I Don't Know! 作詞：森雪之丞 / 作曲：中崎英也/ 編曲：中崎英也・杉山卓夫 - PVのロケ地は川崎市多摩区のデニーズ稲田堤店（2005年12月に閉店） 2. 大人は判ってくれない 作詞：森雪之丞 / 作曲：羽場仁志 / 編曲：杉山卓夫 | 5位                  |
| 3rd                  | 1987年7月22日        | Somebody Loves You 〜明日の恋人〜 | EP                   | 7A0749               | 1. Somebody Loves You 〜明日の恋人〜 作詞：さかたかずこ / 作曲：中崎英也 / 編曲：大村雅朗 - PVは結婚式場の日本閣で撮影し、ラッキィ池田も共演した 2. わがままはお好き? 作詞：森雪之丞 / 作曲：武部聡志 / 編曲：大村雅朗 | 4位                  |
| 3rd                  | 1987年7月22日        | Somebody Loves You 〜明日の恋人〜 | CT                   | 12P7013              | 1. Somebody Loves You 〜明日の恋人〜 2. Somebody Loves You 〜明日の恋人〜（オリジナル・カラオケ） 3. わがままはお好き? 4. BaBeからの暑中御見舞（メッセージ） 5. ipi-iyi 〜自分だけの呪文〜 | 4位                  |
| ポニーキャニオン     |                      |                                   |                      |                      | |                      |
| 4th                  | 1987年10月21日       | Hold Me!                          | EP                   | 7A0780               | 1. Hold Me! 作詞・作曲：Fonny De Wulf / 日本語詞：森雪之丞 / 編曲：大村雅朗 - ベルギーの歌手・サマンサ・ジルズとの競作。PVではラッキィ池田、五十嵐薫子（のちの香瑠鼓）、南潤子（のちの南流石）らが共演。 2. You! You! You! 作詞：森雪之丞 / 作曲：羽田一郎 / 編曲：大村雅朗 | 7位                  |
| 4th                  | 1987年10月21日       | Hold Me!                          | CT                   | 10P3161              | 1. Hold Me! 2. Hold Me!（Tomokoと歌おうカラオケ） 3. Hold Me!（オリジナル・カラオケ） 4. You! You! You! 5. You! You! You!（Yukariと歌おうカラオケ） | 7位                  |
| 5th                  | 1988年1月21日        | TONIGHT!                          | EP                   | 7A0807               | 1. TONIGHT! 作詞：森雪之丞 / 作曲：朝倉紀幸 / 編曲：大村雅朗 - シングルのキャッチコピーは「...Kimi wa Genki ...Kimi wa Mujaki ...Kimi wa Suteki ...and ...Kimi wa Lucky!」 2. It's a Magic! 作詞：森雪之丞 / 作曲：中崎英也 / 編曲：大村雅朗 | 7位                  |
| 5th                  | 1988年2月21日        | TONIGHT!                          | 8cmCD                | S10A0002             | 1. TONIGHT! 作詞：森雪之丞 / 作曲：朝倉紀幸 / 編曲：大村雅朗 - シングルのキャッチコピーは「...Kimi wa Genki ...Kimi wa Mujaki ...Kimi wa Suteki ...and ...Kimi wa Lucky!」 2. It's a Magic! 作詞：森雪之丞 / 作曲：中崎英也 / 編曲：大村雅朗 | 7位                  |
| 6th                  | 1988年5月11日        | Get a Chance!                     | EP                   | 7A0853               | 1. Get a Chance! 作詞：森雪之丞 / 作曲：中崎英也 / 編曲：中村哲 - PVのロケ地は静岡県富士宮市のまかいの牧場で、『プロジェクトA子3 シンデレラ♥ラプソディ』のレーザーディスク盤の特典映像にPVが収録されている。バックダンサー5名の内、赤い服を着ている人物はラッキィ池田 2. Best Friend 作詞：森雪之丞 / 作曲：山口美央子 / 編曲：大村雅朗                                                                                               | 9位                  |
| 6th                  | 1988年5月11日        | Get a Chance!                     | 8cmCD                | S10A0029             | 1. Get a Chance! 作詞：森雪之丞 / 作曲：中崎英也 / 編曲：中村哲 - PVのロケ地は静岡県富士宮市のまかいの牧場で、『プロジェクトA子3 シンデレラ♥ラプソディ』のレーザーディスク盤の特典映像にPVが収録されている。バックダンサー5名の内、赤い服を着ている人物はラッキィ池田 2. Best Friend 作詞：森雪之丞 / 作曲：山口美央子 / 編曲：大村雅朗                                                                                               | 9位                  |
| 7th                  | 1988年8月31日        | WAKE UP!                          | EP                   | 7A0890               | 1. WAKE UP! 作詞：森雪之丞 / 作曲：山口美央子 / 編曲：白井良明 - PVはインクスティック芝浦ファクトリーでのライブ風景を使用 2. Keep on Rolling 作詞：森雪之丞 / 作曲：朝倉紀幸 / 編曲：白井良明 | 18位                 |
| 7th                  | 1988年8月31日        | WAKE UP!                          | 8cmCD                | S10A0160             | 1. WAKE UP! 作詞：森雪之丞 / 作曲：山口美央子 / 編曲：白井良明 - PVはインクスティック芝浦ファクトリーでのライブ風景を使用 2. Keep on Rolling 作詞：森雪之丞 / 作曲：朝倉紀幸 / 編曲：白井良明 | 18位                 |
| 8th                  | 1989年3月1日         | She has a dream                   | EP                   | 7A0952               | 1. She has a dream 作詞：高橋研 / 作曲：MAYUMI / 編曲：中村哲 - 歌詞の内容は2人のデビュー前の状況・心境を基にして作られている。なお、メロディは富田靖子のシングル曲『悲しきチェイサー』（1987年10月21日発売、作曲：渡辺博也）に酷似している。更に東京パフォーマンスドールの2ndシングル『夢を』（1992年4月8日発売、作曲：前田克樹）もサビが同じメロディとなっている 2. バスローブのイヴ 作詞：田口俊 / 作曲：中崎英也 / 編曲：白井良明 | 37位                 |
| 8th                  | 1989年3月1日         | She has a dream                   | 8cmCD                | S10A0241             | 1. She has a dream 作詞：高橋研 / 作曲：MAYUMI / 編曲：中村哲 - 歌詞の内容は2人のデビュー前の状況・心境を基にして作られている。なお、メロディは富田靖子のシングル曲『悲しきチェイサー』（1987年10月21日発売、作曲：渡辺博也）に酷似している。更に東京パフォーマンスドールの2ndシングル『夢を』（1992年4月8日発売、作曲：前田克樹）もサビが同じメロディとなっている 2. バスローブのイヴ 作詞：田口俊 / 作曲：中崎英也 / 編曲：白井良明 | 37位                 |

### 非売品

#### BaBe プロモ12inchシングル
1. Hold Me! (EXTENDED DANCE VERSION)（1987年）
  - B面曲は競作アーティストであるサマンサ・ジルズの『Hold Me (SPECIAL EXTENDED VERSION)』。

#### BaBe カセットテープ
1. Chance Once Again 〜ハッピーエンドは、もう少し〜（大阪「ひらかたパーク」のCMソング）

#### Vis-à-Vis名義 プロモ7inch/12inchシングル
1. It's So Wonderful (You're The Part Of Mine)(Extended Med. Club Mix)（1988年）
c/w　Love In The First Degree
  - B面曲はアルバム『Fight!』にも収録されている楽曲だが、A面曲の方は元々BaBeのアルバム用に録音されたものの収録から漏れた楽曲。それを1988年の夏にDJリミックスチーム「M.I.D（Mixs International DJ）」の丸本修がFMラジオ番組のオンエア用ソースとしてRemixし、「BABY-SITTERS LIMITED」と銘打たれ、BaBeではなく「Vis-à-Vis（ヴィザヴィ）」名義で、xyz recordsから7inchレコードと12inchレコードの2種でプロモーショナルオンリーでアナログプレスされた。なお、7inchと12inchとではそれぞれエディットが異なっている。大村雅朗がアレンジし、バックコーラスには女性バックダンサーチーム「Dee-Dee」の元メンバー、キャリアン（Carrie Ann）が参加している。

### アルバム

#### オリジナル・アルバム
|                      | 発売日               | タイトル                                      | 規格                 | 規格品番             | 備考 | オリコン最高位       |
| キャニオン・レコード | キャニオン・レコード | キャニオン・レコード                          | キャニオン・レコード | キャニオン・レコード | キャニオン・レコード | キャニオン・レコード |
| -------------------- | -------------------- | --------------------------------------------- | -------------------- | -------------------- | --- | -------------------- |
| 1st                  | 1987年6月21日        | Bravo!                                        | LP                   | C28A0575             | アルバムのキャッチコピーは「前略…BaBeは今日も元気です! ビタミンBABE入り、元気の出るアルバム」。 宣伝文句は「We are BaBe。 近藤智子…ピリリと辛口スパイシーボイス♦。二階堂ゆかり…トロリと甘いキャンディーボイス♥。Everyday 泣かない 負けない くじけない 素顔の君が一番好きさ Hey Bravo! … message from BaBe」。 横須賀市の観音崎京急ホテル内にあった「観音崎マリンスタジオ」にてレコーディング | 2位                  |
| 1st                  | 1987年6月21日        | Bravo!                                        | CT                   | 28P6680              | カセットのみ、2枚のピンナップカードが封入 | 4位                  |
| 1st                  | 1987年6月21日        | Bravo!                                        | CD                   | D32A0293             | | 3位                  |
| 1st                  | 2008年7月16日        | Myこれ!チョイス Bravo! + シングルコレクション | CD                   | PCCS-00006           | 『Bravo!』に、シングル曲を追加した企画盤 | -                    |
| ポニーキャニオン     |                      |                                               |                      |                      | |                      |
| 2nd                  | 1988年6月21日        | Fight!                                        | LP                   | C28A0645             | アルバムのキャッチコピーは「100％純粋・無添加・無着色のFight!です。」 | 14位                 |
| 2nd                  | 1988年6月21日        | Fight!                                        | CT                   | 28P6814              | アルバムのキャッチコピーは「100％純粋・無添加・無着色のFight!です。」 | 13位                 |
| 2nd                  | 1988年6月21日        | Fight!                                        | CD                   | D32A0293             | アルバムのキャッチコピーは「100％純粋・無添加・無着色のFight!です。」 | 12位                 |
| 3rd                  | 1989年4月21日        | Brand-new                                     | LP                   | C28A1003             | | 31位                 |
| 3rd                  | 1989年4月21日        | Brand-new                                     | CT                   | 25P60037             | 40位 |                      |
| 3rd                  | 1989年4月21日        | Brand-new                                     | CD                   | D29A1005             | 25位 |                      |
| 4th                  | 1990年2月22日        | CONTRAST                                      | CD                   | PCCA-00045           | ロサンゼルスでレコーディングした作品 | 63位                 |

### ミニアルバム
|                  | 発売日           | タイトル         | 規格             | 規格品番         | 備考 | オリコン最高位   |
| ポニーキャニオン | ポニーキャニオン | ポニーキャニオン | ポニーキャニオン | ポニーキャニオン | ポニーキャニオン | ポニーキャニオン |
| ---------------- | ---------------- | ---------------- | ---------------- | ---------------- | --- | ---------------- |
| 1st              | 1987年12月5日    | Nice!            | LP               | C23A0612         | アルバムのキャッチコピーは「Genki! Suteki! Mujaki! 元気ターボ全開! ストレートにビンビン伝わるセカンド・アルバム!!」 | 13位             |
| 1st              | 1987年12月5日    | Nice!            | CT               | 23P1021          | アルバムのキャッチコピーは「Genki! Suteki! Mujaki! 元気ターボ全開! ストレートにビンビン伝わるセカンド・アルバム!!」 | 19位             |
| 1st              | 1987年12月5日    | Nice!            | CD               | D28A0331         | アルバムのキャッチコピーは「Genki! Suteki! Mujaki! 元気ターボ全開! ストレートにビンビン伝わるセカンド・アルバム!!」 | 14位             |

### ベスト・アルバム
|                  | 発売日           | タイトル                     | 規格             | 規格品番         | 備考 | オリコン最高位   |
| ポニーキャニオン | ポニーキャニオン | ポニーキャニオン             | ポニーキャニオン | ポニーキャニオン | ポニーキャニオン | ポニーキャニオン |
| ---------------- | ---------------- | ---------------------------- | ---------------- | ---------------- | --- | ---------------- |
| 1st              | 1988年1月5日     | Good! 〜The Best of BaBe〜   | CT               | 28P6770          | プリントネーム（アイロンを使って生地に転写するもの）が特典として封入されていた。 Live音源の3曲は、1987年5月31日に行われた日本青年館公演のもの            | 11位             |
| 1st              | 1988年1月5日     | Good! 〜The Best of BaBe〜   | CD               | D32P6194         | プリントネーム（アイロンを使って生地に転写するもの）が特典として封入されていた。 Live音源の3曲は、1987年5月31日に行われた日本青年館公演のもの            | 13位             |
| 2nd              | 1988年5月21日    | ヘッドホンステレオ・セレクト | CT               | 24P4049          | | -                |
| 3rd              | 1990年5月21日    | The Best of BaBe             | CD               | PCCA-00061       | | 75位             |
| 4th              | 2002年3月20日    | Myこれ!クション BaBe BEST    | CD               | PCCA-01664       | 「I Don't Know!」の1番の終わりの直後にマスターテープの劣化による些細なノイズが一瞬だけ入る。さらに間奏部分が2小節分、秒数にして4秒ほどがカットされている | -                |
| 5th              | 2007年8月17日    | BaBe SINGLES コンプリート    | CD               | PCCA-2503        | 「I Don't Know!」の1番の終わりの直後にマスターテープの劣化による些細なノイズが一瞬だけ入る。さらに間奏部分が2小節分、秒数にして4秒ほどがカットされている | -                |
| 6th              | 2012年11月21日   | ザ・プレミアムベスト BaBe    | CD               | PCCA-3747        | | -                |

### バックボーカル参加曲
- 白井良明の楽曲「No!Blood!」（白井の1stソロアルバム『City of Love』に収録。1988年6月21日）
- 斉藤由貴のシングル「夢の中へ」（1989年4月21日）
- 斉藤満喜子のシングル「鏡の中のBaby Face」（1990年7月11日） - 近藤のみ参加

### 解散後の近藤のソロ曲
- 愛するままに
作曲：朝倉紀行。オリジナルビデオアニメ『シャコタン☆ブギ』のサントラCDアルバム『シャコタン☆ブギ・サウンド・コレクション』（1991年2月21日）に収録

### レコード化されていない楽曲
1. It's So Wonderful (You're The Part Of Mine)
BaBeのアルバム用に録音されたものの収録から漏れた楽曲。同曲のリミックスバージョン「It's So Wonderful (You're The Part Of Mine) (Extended Med. Club Mix)」は、1988年に「Vis-à-Vis」名義で非売品としてアナログプレスされているが、オリジナルバージョンはレコード化されていない
2. いじわる天気
NHK『みんなのうた』で放送されていた楽曲。放送時期：1987年8月 - 9月期。作詞・作曲：たきのえいじ、編曲：藤野浩一、アニメーション：前田昭。吉原みちよによるカバー音源は5度に渡ってCD発売されているが、BaBeのバージョンは未ソフト化
1994年6月 - 7月と2018年6月 - 7月にラジオ（NHKラジオ第2放送）のみで再放送、2022年6月 - 7月には35年ぶりにテレビで初めて再放送された
3. Chance Once Again 〜ハッピーエンドは、もう少し〜
大阪「ひらかたパーク」のCMソング。レコード化はされていないが、非売品のカセットテープは存在する

### その他
- BaBe - Night Tempo presents ザ・昭和グルーヴ（2020年2月14日、デジタルリリース）
  1. Give Me Up（Night Tempo Showa Groove Mix）
  2. I Don't Know（Night Tempo Showa Groove Mix）

### 映像作品

#### ビデオ、レーザーディスク
1. Hey Bravo!（1987年8月21日、40分、VHS：V78M1512、LD：G78M-0212、ポニーキャニオン）
作品のキャッチコピーは「元気いっぱい ビジュアル感覚」。Live映像の3曲は1987年5月31日の日本青年館公演
  1. I Don't Know! (Live)
  2. The Boy is Mine (Live)
  3. Somebody Loves You 〜明日の恋人〜
  4. じゃじゃ馬ならし（近藤ソロ）
  5. ひとりぼっちのWarriors
  6. I Don't Know!
  7. My Shiny Rain（二階堂ソロ）
  8. ipi-iyi 〜自分だけの呪文〜（Live）
  9. Give Me Up
  10. NG集
  11. おまけ「I Don't Know!」フリツケ
2. プロジェクトA子3 シンデレラ♥ラプソディ（OVA、1988年6月21日、ポニーキャニオン）
レーザーディスク盤の特典映像として、シングル『Get a Chance!』のPVが収録されている
3. Thank You（1990年6月21日、45分、VHS：PCVP-10229、LD：PCLP-00034、ポニーキャニオン） - 解散後の作品
作品のキャッチコピーは「元気いっぱいありがとう…。永久保存版メモリアルビデオ。」
  1. No Satisfaction（近藤ソロ）
  2. She has a dream
  3. WAKE UP!（インクスティック芝浦ファクトリーでのライブ風景を使用したPV）
  4. Get a Chance!
  5. TONIGHT!
  6. Hold Me!
  7. Somebody Loves You 〜明日の恋人〜
  8. I Don't Know!
  9. Give Me Up
  10. Brand-new Generation
  11. NG集

#### CDビデオ
- CDV GOLD 〜 Mujaki Genki Suteki（1987年9月21日）

ビデオパート
1. I Don't Know!

オーディオパート
1. The Boy is Mine
2. ひとりぼっちのWarriors
3. ipi-iyi 〜自分だけの呪文〜
4. Give Me Up

### タイアップ
| 曲名                            | タイアップ                                                        | 収録作品                    |
| ------------------------------- | ----------------------------------------------------------------- | --------------------------- |
| Give Me Up                      | フジテレビドラマ『あまえないでョ!』主題歌                         | シングル「Give Me Up」      |
| I Don't Know!                   | フジテレビ系ドラマ『アナウンサーぷっつん物語』主題歌              | シングル「I Don't Know!」   |
| Hold Me!                        | フジテレビ系アニメ『のらくろクン』テーマソング                    | シングル「Hold Me!」        |
| You! You! You!                  | フジテレビ系アニメ『のらくろクン』オープニングテーマ              | シングル「Hold Me!」        |
| TONIGHT!                        | 森永製菓『Hi-SOFT』CMソング                                       | シングル「TONIGHT!」        |
| Get a Chance!                   | フジテレビ系ドラマ『花のあすか組!』主題歌                         | シングル「Get a Chance!」   |
| Get a Chance! (English Version) | OVA『プロジェクトA子3 シンデレラ♥ラプソディ』のエンディングテーマ | アルバム『Fight!』          |
| She has a dream                 | 国際スポーツフェア'89春テーマソング                               | シングル「She has a dream」 |

## 受賞歴
以下、全て1987年のシングル曲「I Don't Know!」にて。「テレビ番組における歌唱」の節も参照
- 1987年6月26日：第6回 メガロポリス歌謡祭新人賞（テレビ東京）優秀新人賞
- 1987年10月16日：全日本歌謡音楽祭（テレビ朝日）新人奨励賞
- 1987年10月17日：銀座音楽祭（フジテレビ）最優秀新人賞
- 1987年10月30日：輝け! 第18回 日本歌謡大賞（フジテレビ）放送音楽新人賞
- 1987年11月25日：第29回 日本レコード大賞 (TBS) 新人賞[25]
- 1987年12月4日： 第20回 日本有線大賞 (TBS) 新人賞[26]
- 1987年12月10日：第20回 全日本有線放送大賞（読売テレビ・日本テレビ）新人賞
- 1987年12月15日：第16回 FNS歌謡祭（フジテレビ）最優秀新人賞

## 主な出演

### テレビ番組における歌唱
※ 在京キー局のテレビ番組の放送日は首都圏のもの。地方の系列局の放送日は異なる場合がある。
| 放送日（曜日）       | 番組名                                            | 放送局                 | 歌唱曲 | 備考                                                                                |
| -------------------- | ------------------------------------------------- | ---------------------- | --- | ----------------------------------------------------------------------------------- |
| 1987.03.05 (木)      | ザ・ベストテン                                    | TBS                    | Give Me Up | 「今週のスポットライト」コーナーに出演。                                            |
| 1987.03.13 (金)      | ミュージックステーション                          | テレビ朝日             | Give Me Up |                                                                                     |
| 1987.04.02 (木)      | ザ・ベストテン                                    | TBS                    | Give Me Up | 「延長戦」での出演。第12位。                                                        |
| 1987.04.05 (日)      | ヤンヤン歌うスタジオ                              | テレビ東京             | Give Me Up |                                                                                     |
| 1987.04.12 (日)      | ヤングスタジオ101                                 | NHK総合・NHK衛星第1    | Give Me Up |                                                                                     |
| 1987.05.04 (月)      | アナウンサーぷっつん物語                          | フジテレビ             | I Don't Know! | 生放送の回のエンディングで歌唱。                                                    |
| 1987.05.17 (日)      | ヤンヤン歌うスタジオ                              | テレビ東京             | I Don't Know! |                                                                                     |
| 1987.05.21 (木)      | ザ・ベストテン                                    | TBS                    | I Don't Know! | 第7位。                                                                             |
| 1987.05.25 (月)      | 歌のトップテン                                    | 日本テレビ             | I Don't Know! | 「話題曲コーナー」に出演。                                                          |
| 1987.05.28 (木)      | ザ・ベストテン                                    | TBS                    | I Don't Know! | 第4位。                                                                             |
| 1987.05.29 (金)      | ミュージックステーション                          | テレビ朝日             | I Don't Know! |                                                                                     |
| 1987.05.31 (日)      | ロッテ 歌のアルバムNOW                            | TBS                    | I Don't Know! |                                                                                     |
| 1987.05.31 (日)      | ヤングスタジオ101                                 | NHK総合・NHK衛星第1    | I Don't Know! |                                                                                     |
| 1987.06.01 (月)      | 歌のトップテン                                    | 日本テレビ             | I Don't Know! | 第7位。                                                                             |
| 1987.06.04 (木)      | ザ・ベストテン                                    | TBS                    | I Don't Know! | 第3位。                                                                             |
| 1987.06.08 (月)      | 歌のトップテン                                    | 日本テレビ             | I Don't Know! | 第3位。                                                                             |
| 1987.06.11 (木)      | ザ・ベストテン                                    | TBS                    | I Don't Know! | 第5位。                                                                             |
| 1987.06.15 (月)      | 歌のトップテン                                    | 日本テレビ             | I Don't Know! | 第2位。                                                                             |
| 1987.06.17 (水)      | 夜のヒットスタジオDELUXE                          | フジテレビ             | I Don't Know! | マイケル・フォーチュナティの「Give Me Up」の歌唱の際に共演もしている。              |
| 1987.06              | おはよう朝日です                                  | 朝日放送               | I Don't Know! |                                                                                     |
| 1987.06.18 (木)      | ザ・ベストテン                                    | TBS                    | I Don't Know! | 第8位。                                                                             |
| 1987.06.26 (金)      | 第6回メガロポリス歌謡祭新人賞                     | テレビ東京             | I Don't Know! | 優秀新人賞。                                                                        |
| 1987                 | オレたちひょうきん族                              | フジテレビ             | I Don't Know! |                                                                                     |
| 1987.07.04 (土) 深夜 | オールナイトフジ                                  | フジテレビ             | Give Me UP / I Don't Know! / Somebody Loves You |                                                                                     |
| 1987.07.05 (日)      | 第20回全日本有線放送大賞・上半期グランプリ決定    | 読売テレビ・日本テレビ | I Don't Know! |                                                                                     |
| 1987.07.05 (日)      | ヤングスタジオ101                                 | NHK総合                | I Don't Know! | NHK衛星第2では7月12日(日)放送。                                                     |
| 1987.07.19 (日)      | ロッテ 歌のアルバムNOW                            | TBS                    | Somebody Loves You |                                                                                     |
| 1987.07.19 (日)      | ヤンヤン歌うスタジオ                              | テレビ東京             | I Don't Know! |                                                                                     |
| 1987.08.02 (日)      | ヤングスタジオ101                                 | NHK総合                | Somebody Loves You | NHK衛星第2では8月9日(日)放送。                                                      |
| 1987.08.05 (水)      | 夜のヒットスタジオDELUXE                          | フジテレビ             | Somebody Loves You |                                                                                     |
| 1987.08.06 (木) ①    | 夢工場'87                                         | フジテレビ             | Somebody Loves You |                                                                                     |
| 1987.08.06 (木) ②    | ザ・ベストテン                                    | TBS                    | Somebody Loves You | 第7位。                                                                             |
| 1987.08.07 (金)      | ミュージックステーション                          | テレビ朝日             | Somebody Loves You |                                                                                     |
| 1987.08.10 (月)      | 歌のトップテン                                    | 日本テレビ             | Somebody Loves You | 第5位。                                                                             |
| 1987.08.13 (木)      | ザ・ベストテン                                    | TBS                    | Somebody Loves You | 第6位。                                                                             |
| 1987.08.17 (月)      | 歌のトップテン                                    | 日本テレビ             | Somebody Loves You |                                                                                     |
| 1987.08.20 (木)      | ザ・ベストテン                                    | TBS                    | Somebody Loves You | 第7位。                                                                             |
| 1987.08.23 (土)      | クイズ・ドレミファドン!                           | フジテレビ             | Somebody Loves You |                                                                                     |
| 1987.08.30 (日)      | 歌謡びんびんハウス                                | テレビ朝日             | Somebody Loves You |                                                                                     |
| 1987.09.03 (木)      | 日本テレビ音楽祭                                  | 日本テレビ             | Somebody Loves You |                                                                                     |
| 1987.09.13 (日)      | ロッテ 歌のアルバムNOW                            | TBS                    | Somebody Loves You |                                                                                     |
| 1987.09.20 (日)      | '87KBC新人歌謡音楽祭                              | 九州朝日放送           | I Don't Know! |                                                                                     |
| 1987.09.23 (水)      | ヤング歌謡大賞'87新人グランプリ                   | 朝日放送・ テレビ朝日  | I Don't Know! |                                                                                     |
| 1987.09.27 (日)      | ヤングスタジオ101                                 | NHK総合                | Somebody Loves You | NHK衛星第2では10月3日(土)放送。                                                     |
| 1987.10.01 (木)      | アナウンサーぷっつん物語スペシャル                | フジテレビ             | I Don't Know! | エンディングで歌唱。                                                                |
| 1987.10.16 (金)      | 全日本歌謡音楽祭                                  | テレビ朝日             | I Don't Know! | 新人奨励賞。                                                                        |
| 1987.10.17 (土)      | 第17回銀座音楽祭                                  | フジテレビ             | I Don't Know! | 最優秀新人賞。                                                                      |
| 1987.10.28 (水)      | 夜のヒットスタジオDELUXE                          | フジテレビ             | Hold Me! | 競作歌手のサマンサ・ジルズがBaBeの応援として出演。                                  |
| 1987.10.30 (金)      | 輝け!第18回日本歌謡大賞                           | フジテレビ             | I Don't Know! | 放送音楽新人賞。                                                                    |
| 1987.11.16 (月)      | 歌のトップテン                                    | 日本テレビ             | Hold Me! | 第10位。                                                                            |
| 1987.11.22 (日)      | スーパーJOCKEY                                    | 日本テレビ             | Hold Me! |                                                                                     |
| 1987.11.22 (日)      | 歌え!アイドルどーむ                               | テレビ東京             | Hold Me! |                                                                                     |
| 1987.11.25 (水)      | 第29回速報!日本レコード大賞                       | TBS                    | I Don't Know! | 新人賞。                                                                            |
| 1987.11.27 (金)      | ミュージックステーション                          | テレビ朝日             | Hold Me! |                                                                                     |
| 1987.12.04 (金)      | 発表!!第20回日本有線大賞                          | TBS                    | I Don't Know! | 新人賞。                                                                            |
| 1987.12.04 (金)      | だぅもありがと!                                   | テレビ朝日             | Hold Me! |                                                                                     |
| 1987.12.10 (木)      | 第20回全日本有線放送大賞                          | 読売テレビ・日本テレビ | I Don't Know! | 新人賞。                                                                            |
| 1987.12.13 (日)      | ヤングスタジオ101                                 | NHK総合                | No No Darling! | NHK衛星第2では12月26日(土)放送。                                                    |
| 1987.12.15 (火)      | FNS歌謡祭'87                                      | フジテレビ             | I Don't Know! | 最優秀新人賞。                                                                      |
| 1987.12.27 (日)      | 歌謡びんびんハウス                                | テレビ朝日             | Hold Me! |                                                                                     |
| 1988.01.03 (日)      | 美少女学園                                        | テレビ朝日             | Hold Me! |                                                                                     |
| 1988.01.17 (日)      | スーパーJOCKEY                                    | 日本テレビ             | TONIGHT! |                                                                                     |
| 1988.01.20 (水)      | 夜のヒットスタジオDELUXE                          | フジテレビ             | TONIGHT! |                                                                                     |
| 1988.01.22 (金)      | DOKI・DOKI・DO!                                   | 日本テレビ             | TONIGHT! |                                                                                     |
| 1988.01.29 (金)      | ミュージックステーション                          | テレビ朝日             | TONIGHT! |                                                                                     |
| 1988.01.31 (日)      | やる気マンマン日曜日                              | TBS                    | TONIGHT! |                                                                                     |
| 1988.02.06 (土)      | オレたちひょうきん族                              | フジテレビ             | TONIGHT! |                                                                                     |
| 1988.02.15 (月)      | 歌のトップテン                                    | 日本テレビ             | TONIGHT! | 第10位。                                                                            |
| 1988.02.20 (土)      | 十日町雪まつりホワイトカーニバル'88               | 日本テレビ             | TONIGHT! / I Don't Know |                                                                                     |
| 1988.02.21 (日)      | 吉村明宏のアイドルブティック                      | TBS                    | TONIGHT! |                                                                                     |
| 1988.02.21 (日)      | 歌え!アイドルどーむ                               | テレビ東京             | TONIGHT! |                                                                                     |
| 1988.02.28 (日)      | ヤングスタジオ101                                 | NHK総合                | Give Me Up | NHK衛星第2では3月5日(土)放送。                                                      |
| 1988.03.05 (土)      | サタデーポップ'88                                 | TBS                    | TONIGHT! |                                                                                     |
| 1988                 | オールナイトフジ                                  | フジテレビ             | You! You! You! / No No Darling! / TONIGHT! |                                                                                     |
| 1988.05.01 (日) ①    | 鶴太郎の危険なテレビ                              | 日本テレビ             | Get a Chance! |                                                                                     |
| 1988.05.01 (日) ②    | やる気マンマン日曜日                              | TBS                    | Get a Chance! |                                                                                     |
| 1988.05.08 (日)      | スーパーJOCKEY                                    | 日本テレビ             | Get a Chance! |                                                                                     |
| 1988.05.18 (日)      | 号外版 風雲!たけし城                              | TBS                    | Get a Chance! |                                                                                     |
| 1988.05.11 (水)      | 夜のヒットスタジオDELUXE                          | フジテレビ             | Get a Chance! |                                                                                     |
| 1988.05.13 (金)      | ミュージックステーション                          | テレビ朝日             | Get a Chance! |                                                                                     |
| 1988.05.21 (土)      | ジャストポップアップ                              | NHK総合・ NHK衛星第2   | Love in the first degree |                                                                                     |
| 1988.05.21 (土)      | 加トちゃんケンちゃんごきげんテレビ                | TBS                    | Get a Chance! |                                                                                     |
| 1988.05.22 (日)      | キラリ!美少女                                     | テレビ朝日             | Get a Chance! |                                                                                     |
| 1988.05.30 (月)      | 歌のトップテン                                    | 日本テレビ             | Get a Chance! | 第10位。                                                                            |
| 1988.06.05 (日)      | 吉村明宏のアイドルブティック                      | TBS                    | Get a Chance! | 1988年5月25日 (水)収録。BaBeは同番組の前回5月29日(日)放送分にも出演（収録日同前）。 |
| 1988.06.11 (土)      | サタデーポップ'88                                 | TBS                    | Get a Chance! | 1988年5月27日(金)収録。                                                             |
| 1988.06.20 (月)      | 志村けんのだいじょうぶだぁ                        | フジテレビ             | Get a Chance! |                                                                                     |
| 1988.08.12 (金)      | 華麗にAh!so                                       | テレビ朝日             | Full Moon Night |                                                                                     |
| 1988.08.13 (土)      | '88フェスタしずおか                               | TBS                    | Get a Chance! |                                                                                     |
| 1988.08.27 (土)      | サタデーポップ'88                                 | TBS                    | WAKE UP! | 1988年8月12日(金)収録。                                                             |
| 1988.08.28 (日)      | やる気マンマン日曜日                              | TBS                    | WAKE UP! |                                                                                     |
| 1988.08.31 (水)      | 夜のヒットスタジオDELUXE                          | フジテレビ             | WAKE UP! |                                                                                     |
| 1988.09.03 (土)      | ジャストポップアップ                              | NHK総合・NHK衛星第2    | WAKE UP! |                                                                                     |
| 1988.09.04 (日)      | スーパーJOCKEY                                    | 日本テレビ             | WAKE UP! |                                                                                     |
| 1988.09.09 (金)      | ミュージックステーション                          | テレビ朝日             | WAKE UP! |                                                                                     |
| 1988.09.17 (土)      | 加トちゃんケンちゃんごきげんテレビ                | TBS                    | WAKE UP! |                                                                                     |
| 1988.09.18 (日)      | 歌え!アイドルどーむ                               | テレビ東京             | WAKE UP! |                                                                                     |
| 1988.09.25 (日)      | 歌謡びんびんハウス                                | テレビ朝日             | WAKE UP! |                                                                                     |
| 1988.11.05 (土)      | サタデーポップ'88                                 | TBS                    | WAKE UP! | 1988年10月21日(金)収録。                                                            |
| 1988.11.20 (日)      | 吉村明宏のアイドルブティック                      | TBS                    | Best Friend | 1988年11月2日(水)収録。BaBeは同番組の次回11月27日(日)放送分にも出演（収録日同前）。 |
| 1988.12.17 (土)      | サタデーポップ'88                                 | TBS                    | Best Friend | 1988年11月25日(金)収録。                                                            |
| 1988.12.30 (金)      | トシ＆邦子のスーパーバラエティ 夢気分・恋気分     | 日本テレビ             | Best Friend |                                                                                     |
| 1988                 | 瀬戸大橋博音楽祭 BaBeフレッシュサウンズコンサート | 岡山放送               | Hold Me! / Get a Chance! / TONIGHT! / I Don't Know! / Best Friend / It's a Magic! / Fishes / Keep on Rolling / The Boy is Mine / Give Me Up / WAKE UP! / Love in the first degree | 1988年8月24日(水)瀬戸大橋博'88岡山催し物劇場において収録。                          |
| 1989.02.11 (土)      | サタデーポップ'88                                 | TBS                    | Full Moon Night | 1989年1月18日(金)収録。                                                             |
| 1989.03.04 (土)      | 鶴ちゃんのプッツン5                               | 日本テレビ             | She has a dream |                                                                                     |
| 1989.03.04 (土) 深夜 | エンドレスナイト                                  | 関西テレビ             | She has a dream |                                                                                     |
| 1989.03.05 (日)      | スーパーJOCKEY                                    | 日本テレビ             | She has a dream |                                                                                     |
| 1989.03.10 (金)      | 金曜気分で!                                       | TBS                    | She has a dream |                                                                                     |
| 1989.03.11 (土)      | サタデーポップ'88                                 | TBS                    | She has a dream | 1989年2月15日(水)収録。                                                             |
| 1989.03.22 (水)      | 夜のヒットスタジオDELUXE                          | フジテレビ             | She has a dream |                                                                                     |
| 1989.03.24 (金)      | ミュージックステーション                          | テレビ朝日             | She has a dream |                                                                                     |
| 1989.04.08 (土) 深夜 | オールナイトフジ                                  | フジテレビ             | She has a dream ほか |                                                                                     |
| 1989.05.02 (火)      | '89ビバ!スポーツフェア                            | フジテレビ             | She has a dream |                                                                                     |
| 1989.05.03 (水)      | '89ビバ!スポーツフェア                            | フジテレビ             | She has a dream |                                                                                     |
| 1989.05.04 (木)      | '89ビバ!スポーツフェア                            | フジテレビ             | She has a dream |                                                                                     |
| 1989.05.16 (火) 深夜 | 音楽快館 - トレンディポップス                     | TBS                    | She has a dream |                                                                                     |
| 1989.08.17 (木) 深夜 | MALTAでNIGHT                                      | テレビ東京             | She has a dream ほか |                                                                                     |

### テレビドラマ
- あまえないでョ! 第5話（1987年2月12日、フジテレビ） - クラブで歌うシンガー 役
- ヤングスターバラエティー「サンセットドライブイン」（1987年8月16日、NHK） - ヒロインの友人 役
- 父と娘の季節（1990年12月20日、日本テレビ） - BaBe解散後に近藤が、長野県松本市の信用金庫に勤めるなおみ（田中美佐子が演じるOLの従妹）役で出演

### テレビ番組
- アッコにおまかせ!（1987年11月29日、TBS）
- さんまのまんま（1988年3月7日、関西テレビ[注 69]；フジテレビ、1988年3月9日深夜〈首都圏〉）
- ねるとん紅鯨団（1988年4月9日、フジテレビ）[注 70]
- 森田一義アワー 笑っていいとも!（フジテレビ）
  - 1988年4月11日、テレフォンショッキング
  - 1988年6月 - 9月、レギュラー出演
- 火曜ワイドスペシャル「所さんの大わらい!うちら陽気なミュージシャン 」（1988年4月19日、フジテレビ）- 「アイドル声あてクイズ」に出演[注 71]
- 欽ちゃんのどこまで笑うの!?（1988年5月3日、テレビ朝日）[注 72]
- Lady's Knight（1988年10月15日 - 1989年3月25日、日本テレビ）
- パオパオチャンネル（テレビ朝日） - ウッチャンナンチャンと共に金曜レギュラー。BaBeは番組の途中で降板したが、最終回の1989年9月29日に再び出演した。
- ビショップinナイト Live King（1990年4月24日 - 1991年、ABCテレビ） - 解散後、近藤が原田伸郎と共に司会を務めた音楽オーディション番組。

解散後
- なにわ友あれ赤井英和（毎日放送） - 二階堂がゲスト出演
- ノンストップ!（2017年7月11日、フジテレビ）[12] - 二階堂が実娘と共にゲスト出演[12]。近藤も電話でのみ出演[12]。
- 他多数

### 映画
- ザ・オーディション（1984年11月17日、東宝東和）
主演：世良公則、セイントフォー。振付：一の宮はじめ。劇中のオーディションシーンに近藤と二階堂が出演。エンドロールでは「ブレイカーズ」とクレジット。後に「ハートブレイカーズ」として共に活動する佐伯万里子も、当映画に個人名義で出演。

### ミュージカル
- 一の宮はじめ ジャズダンスアカデミー第3回公演 「ダンシングミュージカル フィナーレには花束を」（1985年10月4日 - 5日、全3回公演、新橋・ヤクルトホール。作・演出・作詞・振付：一の宮はじめ） - デビュー前の出演作。近藤は「とも子役」、二階堂は「ゆかり役」。小林千絵やセイントフォーと共演。

### ラジオ番組
- カモン・BaBeのハロームービー夢工場（ニッポン放送） - 嘉門達夫と共演の番組
- ジャジャ馬BaBeのハロームービー（ニッポン放送）
- ABC東京発 アーチストNOW（1988年4月 - 9月、ABCラジオ） - パール兄弟のサエキけんぞうと共に水曜レギュラー
- Lo-Dライブコンサート（1988年5月28日、エフエム東京） - 麹町のエフエム東京ホール（キャパ350人）での公開生放送ライブ。司会：井上堯之、田中美登里。
- デーモン小暮のオールナイトニッポン（1988年6月20日、ニッポン放送） - ゲスト出演
- BaBeのハートを狙い撃ち（ - 1989年3月）
- BaBeのGood Luck（1989年11月28日 - 1990年1月23日、エフエム福岡、毎月第4火曜日の深夜の5分番組）
- BaBeのBang the Beat（1989年11月28日 - 1990年1月23日、エフエム福岡、毎月第4火曜日の深夜の放送）
- MBSヤングタウン・キンド館（1989年7月 - 1990年4月6日MBSラジオ） - 金曜深夜に東野幸治・石田靖と共演。二階堂のみ3月2日までの出演

解散後
- デーモン小暮のオールナイトニッポン（1990年3月12日、ニッポン放送） - 近藤がゲスト出演
- 小林豊のスーパーギャング（1990年10月 - 1991年3月、TBSラジオ） - 近藤がレギュラー
- ABCミュージックパラダイス（1991年10月 - 1992年3月、ABCラジオ） - 近藤が山田雅人と共に月曜レギュラーとして出演
- 高田純次の男・夕焼けまわり道（ニッポン放送） -近藤がレギュラー

### CM
- 森永製菓 ハイソフト「Hi-SOFT」（1988年）
- 京阪電気鉄道 ひらかたパーク 「ジェットコースター ビッグファルコン」、「ひらかた大菊人形 武田信玄」（関西ローカル）

### コンサート、ライブ
- 1987年5月31日 - 日本青年館
- 1987年8月20日 - 京都会館
- 1987年10月29日 - 新宿歌舞伎町のディスコ「XENON（ゼノン）」
サマンサ・ジルズと共に出演し、シングル「Hold Me!」を披露。
- 1988年1月31日 - 中野サンプラザ
- 1988年3月21日 - 大阪厚生年金会館 大ホール
- DANCE & LIVE FACTORY「BaBe, FRIDAY NIGHT LIVE!」
1988年4月1日〜12月2日まで、インクスティック芝浦ファクトリーで毎月第1金曜日に開催されたマンスリーライブ（全9回開催）。この芝浦でのライブの様子は、映像作品『Thank You』収録の「WAKE UP!」のPVで観ることができる。
- BaBeフレッシュサウンズコンサート（1988年8月24日、倉敷市児島駅前「瀬戸大橋架橋記念博覧会」）
このコンサートは後に岡山放送のテレビ番組でも放送された[注 73]。
- SUNPU博アイドルステージ（1989年3月26日、静岡市・駿府公園「SUNPU博'89」）
- Brand-new heart（1989年4月 - 、BaBe初の全国ツアー）
- Sun downconcert（1989年5月、国立代々木競技場「国際スポーツフェア」）
- 世界デザイン博覧会 オープニングイベント（1989年7月、名古屋市・白鳥センチュリープラザ しろとりステージ）
- Bang! THE Beat '89
1989年7月〜8月20日に開催したライブツアー。7月29日：広島、8月20日：原宿・クエストホール、ほか全国13ヶ所。
- Bang! THE Beat '89 vol.2「共感」（このツアーは男性ダンサーを1名ゲストに迎えて開催）
  - 1989年12月5日 - 大阪梅田・amHALL
  - 1989年12月6日 - 名古屋
  - 1989年12月10日 - 恵比寿ファクトリーI
  - 1989年12月19日
  - 他、福岡などでも開催。
- この他、CLUB CITTA'など数か所[要説明]

### 学園祭
- 1987年10月22日 - 徳山大学
- 1987年10月25日 - 東北学院大学
- 1987年10月31日 - 北九州大学（近藤は体調不良で欠席。二階堂が単独でコンサートを行った）
- 1987年11月2日 - 大分医科大学
- 1987年11月3日 - 早稲田大学
- 1987年11月4日 - 金沢大学
- 1987年11月5日 - 中央大学
- 1987年11月7日 - 三重大学
- 1987年11月8日 - 中京女子大学
- 1987年11月14日 - 東洋女子短期大学、東洋英和女学院大学短期大学部、東京外国語大学
- 1987年11月21日 - 産業能率短期大学
- 1987年11月22日 - 電気通信大学
- 1987年11月23日 - 駿河台大学
- 1988年 - 三重県立四日市工業高等学校（ライブの途中で公演中止）
- 1989年11月3日 - 高岡短期大学「第4回 創己祭」（富山県高岡市）

### イベント
- 1989年10月 - 多摩そごうのオープニングイベント

## 写真集
- 『BaBeのおもしろ絵本 Oh!SUSUME（オ・ス・ス・メ）』（1988年4月、近代映画社）ISBN 978-4-76481-511-7

## 連載
- Catch the BaBe（音楽雑誌『Hundred』。1989年12月号 - 1990年3月号。発行：プラネット）